# Ciclo Diesel
Il ciclo Diesel è un ciclo termodinamico per motori a combustione interna dove, a differenza del ciclo Otto, l'accensione della miscela non avviene attraverso una candela bensì per effetto dell'alta temperatura conseguente alla fase di compressione. Esso comprende 4 fasi o trasformazioni. L'idea di tale macchina termica fu di Rudolf Diesel che sviluppò successivamente il motore Diesel.

Ciclo termodinamico ideale di un motore Diesel.

## Ciclo Diesel
Il ciclo Diesel è composto da quattro trasformazioni:
- Trasformazione 1-2, trasformazione adiabatica: compressione (senza perdita di calore);
- Trasformazione 2-3, trasformazione reversibile isobara: il sistema assorbe calore dalla combustione (senza perdita di pressione);
- Trasformazione 3-4, trasformazione adiabatica: espansione;
- Trasformazione 4-1, trasformazione reversibile isocora: il sistema cede calore liberando i gas di scarico.[1]

## Rendimento
Il rendimento massimo di un ciclo diesel dipende dal rapporto volumetrico di compressione e dal rapporto volumetrico di combustione.
{\displaystyle \eta _{\text{term}}=1-{\frac {1}{\rho ^{\kappa -1}}}\left({\frac {\tau ^{\kappa }-1}{\kappa (\tau -1)}}\right)}
Dove:
{\displaystyle \eta _{\text{term}}} è il rendimento termico
{\displaystyle \tau } è il rapporto volumetrico di combustione {\displaystyle {\frac {V_{3}}{V_{2}}}} (rapporto tra la fine e l'inizio dell'espansione volumetrica che avviene durante la combustione)
{\displaystyle \rho } è il rapporto volumetrico di compressione {\displaystyle {\frac {V_{1}}{V_{2}}}}
{\displaystyle \kappa } è il rapporto tra i calori specifici (Cp/Cv)

## Componenti e funzionamento del motore Diesel

### Componenti
Parti fisse:
1. Basamento o monoblocco
2. Testa o testata
3. Carter o coppa
4. Collettore di scarico
5. Gruppo di sovralimentazione (turbina, compressore), che può non esserci ma attualmente è onnipresente

Parti mobili:
1. Pistone
2. Biella
3. Albero motore
4. Albero a camme
5. Distribuzione
6. Pompa AC o Pompa C
7. Alternatore
8. Motorino d'avviamento
9. Pompa dell'acqua dolce o salata (solo nei motori marini)
10. Scambiatore di calore
11. Pompa d'iniezione
12. Iniettore
13. Volano
14. Valvola limitatrice di pressione, detta Wastegate, quando si ha una turbina a geometria fissa
15. Pompa dell'olio

### Diesel a due tempi
È un motore che oggi viene impiegato quasi esclusivamente per la propulsione delle navi, il suo ciclo (aspirazione-compressione-espansione-scarico) viene svolto in 360°, cioè un giro di albero motore esattamente come nei motori a due tempi.

#### Non a testa calda (unidirezionale)

Ciclo termico di un motore diesel 2T unidirezionale
1=PMS
2=PMI
A= Lavaggio
B= Scarico
C= Compressione
D= Espansione

La caratteristica principale di un due tempi a ciclo Diesel è quella di avere un'apertura di scarico (detta luce) nelle pareti del cilindro (come nei motori a due tempi ad accensione comandata), questa luce è comandata nell'apertura e nella chiusura dal passaggio del pistone.
A causa della luce, questo tipo di motore non può creare il vuoto necessario per la fase di aspirazione, quindi al motore viene abbinata una pompa (compressore volumetrico o turbo compressore) che immette nel cilindro la quantità d'aria necessaria al lavaggio e al riempimento del cilindro, cioè alla sostituzione dei gas combusti con aria pura. In genere, lo scarico avviene attraverso una valvola a fungo (di grandi dimensioni, oppure attraverso più valvole) disposta sopra la testata del motore, e l'immissione dell'aria di lavaggio attraverso una o più luci poste alla base del cilindro.

#### A testa calda

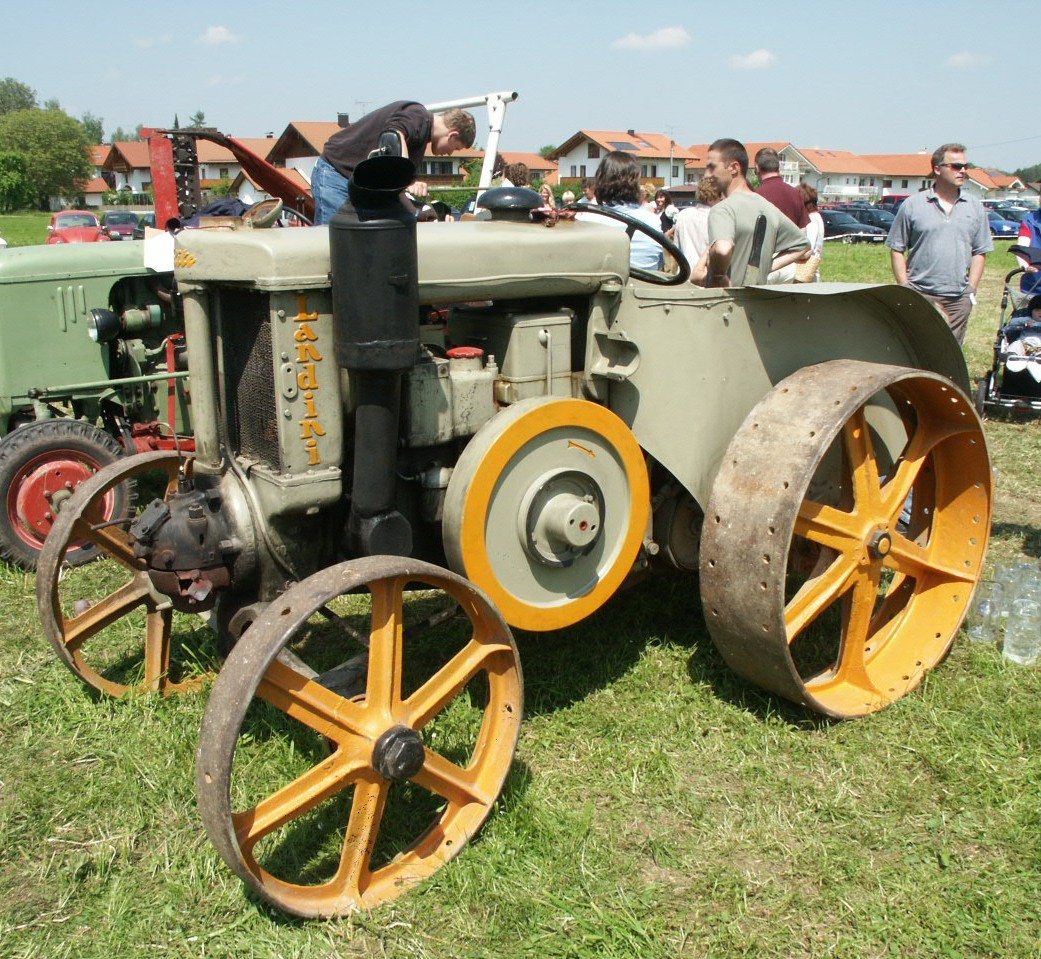
Trattore con motore diesel due tempi a testa calda

Il motore a testa calda pur essendo nato a quattro tempi, venne quasi subito soppiantato dalla versione a due tempi per gli evidenti vantaggi in fatto di manutenzione, avviamento, gestione e vibrazione.

Differisce dal motore unidirezionale per il fatto che per immettere aria nuova non utilizza una valvola a fungo, ma i travasi che vanno dal carter motore al cilindro, esattamente come nel motore a due tempi, quindi sulla canna del cilindro saranno presenti minimo due luci, di cui una di scarico e una di travaso.
Il motore a testa calda (detto anche semi-diesel), a differenza del motore Diesel propriamente detto e difatti usa il ciclo Sabathé, non può funzionare per autoaccensione del combustibile mediante la sola compressione (il rapporto di compressione è infatti più basso che nei Diesel), ma richiede altri due fattori, di cui uno è l'accorgimento tecnico tipico di questo motore, che è la testa calda, in quanto la temperatura della camera di scoppio è il secondo fattore necessario per l'avviamento (infatti la testata, è disegnata in modo da avere una parte non raffreddata che si mantiene sempre a temperatura e corrispondente a quella del rosso scuro), mentre il terzo e ultimo fattore è l'iniezione del combustibile finemente polverizzato che avviene con un anticipo molto forte (il combustibile viene iniettato all'interno di questa cavità (detta appunto testa calda) dove si accende per contatto con le pareti incandescenti).

I motori a testa calda, per il primo avviamento, avevano quindi bisogno di accessori particolari, come un bruciatore a benzina, kerosene o a gas (GPL) da utilizzare per il pre-riscaldamento della testata stessa, senza il quale l'avviamento non poteva essere effettuato.

I vantaggi principali del motore a testa calda erano la grande semplicità costruttiva e di manutenzione, con la conseguente robustezza, mentre tra gli svantaggi vanno menzionati la possibilità della produzione di crepe sulla testata dovute al notevole stress termico cui era assoggettata, nonché l'aumento del consumo ai carichi parziali rispetto a quello a pieno carico.
Tale motore, per poter utilizzare un compressore volumetrico o turbo compressore, deve avere il condotto d'aspirazione che non passi per il carter, quindi che termini direttamente come una luce di travaso. Veniva usato soprattutto nei trattori o anche in applicazioni marine (motobarche o pescherecci).

### Diesel a quattro tempi

Ciclo termico di un motore 4T
1=PMS
2=PMI
A= Aspirazione;
B= Compressione;
C= Espansione;
D= Scarico;

A differenza dei motori a ciclo Otto alimentati a benzina, dove la trasformazione avviene a volume costante, nel Diesel avviene a pressione costante. Il suo ciclo viene svolto in 720° cioè in due giri di albero motore. Non esistono luci ma un sistema di distribuzione costituita solitamente dal bicchierino, dall'asta, dal bilanciere e dal suo albero. L'albero a camme mediante, appunto, camme, spinge verso l'alto il bicchierino nel cui interno è appoggiata l'asta di punteria; il bilanciere riceve così la spinta necessaria a premere dalla parte opposta la valvola che così facendo riesce ad aprirsi. Quando l'albero a camme inizia un nuovo giro, la valvola si chiude mediante una molla di richiamo. Esistono quindi valvole d'aspirazione e valvole di scarico. Vi sono tante camme quante valvole: normalmente le camme esistenti sono una per ogni valvola, ma nei motori reversibili (motori che possono essere avviati in senso contrario) ci sono due camme per ogni valvola: una camma di marcia avanti e una camma di marcia indietro.
L'albero a camme serve quindi a comandare le valvole. Situato quasi sempre all'interno del basamento, in certi motori lo si trova anche in testa. Se l'albero è interno gli si ricava un eccentrico per la pompa AC (alimentazione - carburante) e un ingranaggio a denti obliqui per la pompa dell'olio e per lo spinterogeno (quest'ultimo solo nei motori a benzina). Se l'albero a camme è in testa allora esiste un mezzo albero con l'eccentrico e l'ingranaggio a denti obliqui.
Si noti che il limite di giri di un motore a benzina (4 tempi) è determinato dal tempo di chiusura della valvola. Il limite di giri di un motore Diesel (4 tempi) è determinato dal tempo necessario per la combustione. Ad esempio un diesel a 2000 rpm ha disponibili per l'iniezione e la combustione 0,0025 sec.

## Accorgimenti e caratteristiche

### Precamera di combustione
Nei veicoli con motore Diesel la precamera di combustione è stata usata, per lungo tempo, per smussare le ruvidezze di questo motore e renderlo compatibile con le aspettative di confortevolezza richieste normalmente da un'automobile.
Il carburante infatti nei motori a iniezione indiretta non viene iniettato nella parte superiore del cilindro, ma in una piccola precamera ricavata nella testata che ha un'uscita sul cielo del cilindro.

La combustione inizia così nella precamera e con l'espansione dei gas prosegue nel cilindro. Lo scopo è evitare che si generino picchi di pressione che rendono il motore molto rumoroso, trasmettendo forti vibrazioni al telaio.

Nella testata del motore è disposto l'apposito alloggiamento per la candeletta, una resistenza ad incandescenza che non serve per accendere la miscela come nei motori a benzina, ma permette la combustione preriscaldando l'aria o le pareti della precamera.

### Iniettori
Gli iniettori sincronizzano l'immissione del carburante con la fase del motore e ne dosano la quantità. Il carburante immesso viene finemente polverizzato e, a contatto con l'aria della camera di combustione (che nella fase di compressione è di circa 600-700 °C) provoca la combustione della miscela e la successiva fase di espansione.

Le tubazioni degli iniettori, che trasportano il combustibile devono avere tutte la medesima lunghezza, questo per evitare sfasamenti nell'iniezione. Per questo motivo, le tubazioni che raggiungono gli iniettori sulle teste più vicine alla pompa, a volte, risultano avvolte su loro stesse.

### Pompa d'iniezione
Ha il compito di portare il gasolio agli iniettori innalzando la pressione del carburante. In questo modo la pressione vince il precarico della molla che tiene chiuso l'iniettore e il gasolio viene iniettato nel cilindro. La pompa di iniezione è collegata alla distribuzione (talvolta anche mediante un alberino o asse), con una certa sincronia rispetto all'albero motore e all'albero a camme. La sincronia di questi organi del motore si chiama "fase". Le pressioni di esercizio vanno dai 200-250 bar dei motori a precamera ai 1800-2000 dei sistemi a iniettore-pompa.

### La sovralimentazione
Per sfruttare ancor di più la potenza specifica (detto anche rapporto cavalli-litro) del motore Diesel spesso si ricorre al sistema della sovralimentazione. Questo sistema è quasi sempre utilizzato nei motori a ciclo Diesel moderni.
Lo scopo di questo sistema è quello di introdurre una maggior quantità d'aria all'interno della camera di scoppio per poter bruciare una maggior quantità di combustibile per ogni ciclo.

Per ottenere questo risultato si ricorre ad un turbocompressore (ma è possibile impiegare anche compressori centrifughi o volumetrici azionati dal moto dell'albero motore, seppur siano ormai soluzioni in disuso), collegato mediante tubazioni al collettore di aspirazione: esso comprime l'aria che verrà immessa poi nel cilindro. Il compressore centrifugo è trascinato dalla turbina a gas di scarico calettata sullo stesso asse (o alberino), che espande i gas combusti in uscita dal cilindro del motore.

Bisogna tener presente che dall'altra parte del compressore centrifugo è situato un apposito filtro per l'aria. L'aria quindi che viene aspirata dopo essere stata compressa dal compressore passa per l'intercooler, in molti casi aftercooler (che dissipa il calore ceduto all'aria durante la fase di compressione al fine di aumentarne ulteriormente la densità) e poi per il collettore di aspirazione e viene immessa nella camera di scoppio ove avverrà il ciclo di combustione. Se la pressione in mandata è eccessiva si potrebbero creare danni al motore, per cui nelle turbine a geometria fissa s'interpone una valvola chiamata wastegate, che ha il compito di aprirsi (mediante un attuatore pneumatico azionato, tramite un diaframma e una molla tarata, dalla pressione della stessa aria di sovralimentazione, oppure un attuatore più complesso controllato da una centralina elettronica), appunto in queste circostanze, e deviare parte dei gas di scarico prima che passino attraverso la turbina, evitando quindi che il regime di rotazione dell'albero delle giranti e quindi la pressione di sovralimentazione superino un valore critico; nelle turbine a geometria variabile tale accorgimento è assente in quanto la velocità di rotazione della turbina, e quindi la pressione di sovralimentazione, vengono gestite direttamente dalla centralina del motore variando opportunamente la geometria interna della chiocciola della turbina tramite il movimento di sezioni che modificano l'angolo di incidenza del flusso dei gas di scarico sulla girante o la velocità di tale flusso. Tale soluzione ha anche, come conseguenza, una notevole riduzione del ritardo del turbo, garantendo una più pronta risposta del motore ai bassi regimi. La maggiore sovralimentazione possibile sin dai bassi regimi, inoltre, influisce positivamente sulla curva di coppia, e la minor perdita di carico ai regimi più alti, resa possibile dall'uso di una chiocciola della sezione di scarico più grande, riduce la perdita di potenza determinata dall'uso di una chiocciola piccola.